# Glory 11: Chicago
Glory 11: Chicago é um evento de kickboxing promovido pelo Glory, ocorrido em 12 de outubro de 2013 no Sears Centre em Hoffman Estates, Illinois.

## Background
O evento contou com o Torneio de Pesados do Glory. Aconteceram duas lutas pelo torneio, com uma terceira servindo como reserva. Os vencedores das duas semifinais, seguiram a final. O evento também contou com outras lutas não válidas pelo torneio. Foi o primeiro evento do Glory transmitido na Spike TV, teve 381,000 telespectadores.

## Resultados
^ a: Final do Torneio de Pesados.

^ b: Luta Reserva do Torneio de Pesados.

^ c: Semifinal do Torneio de Pesados.

## Chave do Torneio de Pesados do Glory de 2013
|  | Semifinal      | Semifinal      | Semifinal      |                |              | Final        | Final | Final |  |
|  |                |                |                |                |              |              |       |       |  |
|  | Daniel Ghiță   | Daniel Ghiță   | TKO            |                |              |              |       |       |  |
|  | Daniel Ghiță   | Daniel Ghiță   | TKO            |                |              |              |       |       |  |
|  | Anderson Silva | Anderson Silva | R1             |                |              |              |       |       |  |
|  | Anderson Silva | Anderson Silva | R1             |                | Daniel Ghiță | Daniel Ghiță | 3-0   |       |  |
|  |                |                |                |                | Daniel Ghiță | Daniel Ghiță | 3-0   |       |  |
|  |                |                | Rico Verhoeven | Rico Verhoeven | DEC          |              |       |       |  |
|  | Rico Verhoeven | Rico Verhoeven | Rico Verhoeven | Rico Verhoeven | DEC          | DEC          |       |       |  |
|  | Rico Verhoeven | Rico Verhoeven |                |                |              |              |       |       |  |
|  | Gokhan Saki    | Gokhan Saki    | 2-0            |                |              |              |       |       |  |